# Absolmsia
Absolmsia es un género de plantas fanerógamas de la familia Apocynaceae. Contiene dos especies. Son originarias del suroeste de China y Borneo.

## Descripción
Son arbustos poco ramificados, epifitas con raíces fibrosas, de enraizamiento por debajo de la corteza de los árboles, los tallos son glabros. Las hojas caducas, sésiles; suculentas, pequeñas, oblongas y glabras.
La inflorescencia son densas con muchas flores, pero con pocas flores abiertas de forma sincronizada, los pedúnculos de 20-25 cm de largo, con función fotosintética; raquis persistente, recto, grueso, con flores dispuestas en espiral, dejando cicatrices visibles.
El nombre del género es en honor del conde  Hermann Maximilian Carl Ludwig Friedrich zu Solms-Laubach.

## Taxonomía
El género fue descrito por Carl Ernst Otto Kuntze y publicado en Revisio Generum Plantarum 2: 417. 1891.

## Especies
| - Absolmsia oligophylla Tsiang - Absolmsia spartiodes Kuntze |